# Ludwika Krysiak

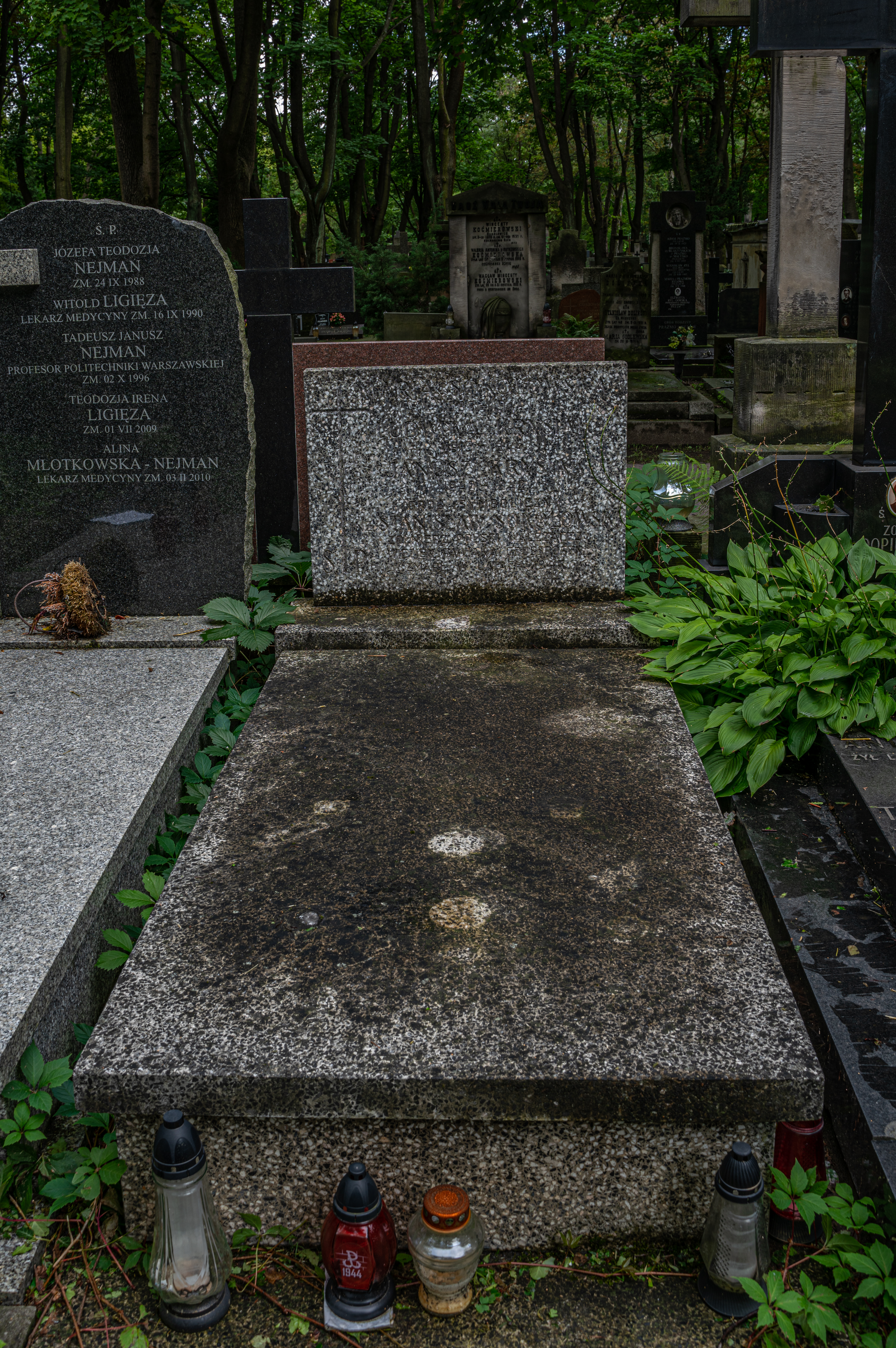
Grób Ludwiki Krysiak na cmentarzu Powązkowskim

Ludwika Agnieszka Krysiak, z domu Uzar, ps. „Myszka”, „Lusia" (ur. 12 grudnia 1912 w Padwi Narodowej, zm. 20 września 1944 w Warszawie) – polska funkcjonariuszka Służby Więziennej, uczestniczka konspiracji podczas II wojny światowej.

## Życiorys
Urodziła się 12 grudnia 1912 w Padwi Narodowej jako córka Macieja i Rozalii z domu Pazdro. Po ukończeniu szkoły podstawowej w rodzinnej wsi w 1933 zdała egzamin dojrzałości w Seminarium Nauczycielskim w Ropczycach. Należała do Sodalicji Mariańskiej oraz do Związku Harcerstwa Polskiego, pełniąc funkcję drużynowej szkolnej żeńskiej drużyny harcerskiej.
Wstąpiła do Służby Więziennej, zostając strażniczką więzienną najpierw w zakładach karnych w Łęczycy, następnie na Pawiaku w Warszawie. Jako prymus II Kursu Wychowawczo-Penitencjarnego w Szkole Straży Więziennej 20 grudnia 1936 została wyróżniona za pilność i postępy w nauce przez Głównego Inspektora Straży Więziennej Tadeusza Krychowskiego nagrodą w postaci książki pt. Józef Piłsudski na Syberii. Wyszła za mąż za Stanisława Krysiaka (także funkcjonariusz SW w stopniu aspiranta), z którym miała syna Janusza.
Podczas II wojny światowej i trwającej okupacji niemieckiej od 1940 do lipca 1944 była strażniczką więzienną w oddziale dla kobiet na Pawiaku (tzw. „Serbia”). Już na przełomie 1939/1940 zaangażowała się w działalność konspiracyjną. Należała do Służby Zwycięstwu Polski, następnie Związku Walki Zbrojnej oraz Armii Krajowej, z przydziałem do Komendy Głównej AK i Oddziału II (Informacyjno-Wywiadowczy). Działała jako łączniczka w zakresie komórek więziennych Delegatury Rządu na Kraj oraz Wydziału Bezpieczeństwa i Kontrwywiadu Oddziału II. Konspiracyjnie przekazywała na oddział więzienny komunikanty komunii świętej dla osadzonych tam osób, a także inne przedmioty oraz informacje i grypsy.
Uczestniczyła w powstaniu warszawskim 1944. Poniosła śmierć w trakcie ostrzału lub bombardowania na placu Kazimierza. Została pochowana na cmentarzu Powązkowskim w Warszawie (kwatera 211-5-27).
Została awansowana na stopień podporucznika. Pośmiertnie została uhonorowana w rodzinnej Padwi Narodowej, gdzie w 1980 odsłonięto tablicę upamiętniającą w miejscowym kościele św. Bartłomieja, a w 2010 ustanowiono ulicę jej imienia.

## Odznaczenia
- Krzyż Srebrny Orderu Virtuti Militari – pośmiertnie (nr 13603)
- Krzyż Walecznych – pośmiertnie
- Srebrny Krzyż „Za Zasługi dla ZHP” z rozetą i mieczami – pośmiertnie